# Bambusowiec siwy
Bambusowiec siwy (Rhizomys pruinosus) – gatunek ssaka z podrodziny bambusowców (Rhizomyinae) w obrębie rodziny ślepcowatych (Spalacidae).

## Zasięg występowania
Bambusowiec siwy występuje w południowej i południowo-wschodniej Azji zamieszkując w zależności od podgatunku:
- R. pruinosus pruinosus – Meghalaya, południowy Asam, skrajnie północno-wschodni Arunachal Pradesh, Nagaland, Manipur, północna Tripura i północny Mizoram (północno-wschodnie Indie]), północno-zachodnia Mjanma i zachodni Junnan (południowo-środkowa Chińska Republika Ludowa).
- R. pruinosus latouchei – południowo-wschodnia Chińska Republika Ludowa na południe od rzeki Jangcy, w tym Kuejczou, Hunan, Jiangxi, Fujian, Kuangsi i Guangdong.
- R. pruinosus pannosus – wschodnia Mjanma, Tajlandia, Laos, południowa Kambodża i Wietnam.
- R. pruinosus senex – północno-wschodnia Mjanma i południowy Junnan (południowo-środkowa Chińska Republika Ludowa).
- R. pruinosus umbriceps – północna część półwyspowej Tajlandii i Malezji na południe do Perak (północna Malezja).

Występuje również w północno-zachodnich Indiach (Himachal Pradesh), ale nie jest znany podgatunek do której należy ta populacja.

## Taksonomia
Gatunek po raz pierwszy zgodnie z zasadami nazewnictwa binominalnego opisał w 1851 roku angielski zoolog Edward Blyth nadając mu nazwę Rhizomys pruinosus. Holotyp pochodził z Cherrapunji, z Khasi Hills, w Indiach. 
We wcześniejszych ujęciach systematycznych traktowany jako członek podrodzaju Rhizomys, ale analizy filogenetyczne wykazały, że wszystkie istniejące gatunki z rodzaju Rhizomys są bardzo blisko spokrewnione. Zasięg geograficzny występowania podgatunków jest słabo określony i być może występować wiele gatunków. Autorzy Illustrated Checklist of the Mammals of the World rozpoznają pięć podgatunków.

### Etymologia
- Rhizomys: gr. ῥιζα rhiza „korzeń”; μυς mus, μυος muos „mysz”[12].
- pruinosus: łac. pruinosus „mroźny, zimny” , od pruina „szron”[13].
- latouchei: John David Digues La Touche (1861–1935), irlandzki ornitolog, w Imperial Maritime Customs Service, w Chinach w latach 1882–1921[14].
- pannosus: łac. pannosus „słaby, obdarty, nędzny”, od pannus „szmata, łachman”[13].
- senex: łac. senex, senis „starsza osoba” (tj. siwowłosy, białowłosy)[13].
- umbriceps: łac. umbra „cień, mrok”[15]; -ceps „-głowy”, od caput, capitis  „głowa”[16].

## Morfologia
Długość ciała (bez ogona) 240–350 mm, długość ogona 90–130 mm; masa ciała 1,5–2,5 kg. 